# Si tous les dieux nous abandonnent
Si tous les dieux nous abandonnent est un roman de rural noir de Patrick Delperdange publié en 2016 dans la collection « Série Noire » chez Gallimard, puis réédité en 2018 dans la collection « Folio Policier ».

## Résumé
Une jeune femme, Céline, est en fuite. En plein cœur de la campagne belge, perdue au milieu du froid hivernal, un vieillard lui vient en aide. Ce Léopold, hanté par son passé depuis le décès de sa femme, trouve en Céline un peu de réconfort. Mais cette dernière ne reste pas longtemps à ses côtés, et fait une nouvelle rencontre douloureuse. Attaquée par les chiens de Maurice, ce jeune homme un peu arriéré ne lui pardonnera pas de s'être défendue. Et ce n'est pas son frère, Josselin, un illuminé persuadé de ses capacités, qui arrangera ses affaires. Lui qui cherche à tout prix à approcher la jeune femme, de gré ou de force, il fait basculer l'intrigue dans la noirceur et l'angoisse. Patrick Delperdange propose donc au lecteur de découvrir les destins croisés de ces personnages, entre croyances superstitieuses et environnement moribond.  

## Structure et personnages
Le roman est un récit à trois voix où les narrateurs exposent leurs points de vue dans de courts chapitres où leurs paroles s'alternent. Dans le détail, trois personnages principaux se répartissent la parole, proposant à chaque passage leur appréhension du monde : 
• Céline, une jeune femme enceinte, que l'on suit à travers sa mystérieuse fuite dans la campagne ;
• Léopold, un vieillard souffrant et profondément seul, qui vient en aide à Céline ;
• Josselin, un jeune homme manipulateur, menaçant et peu scrupuleux au sang chaud.

## Country noir
Cette œuvre de Patrick Delperdange s'inscrit dans un sous-genre du roman noir : le polar rural, aussi appelé Country noir. Né aux États-Unis, il est introduit en 1996 par Daniel Woodrell avec son roman Give us a kiss avec comme sous-titre : "a country noir". Il y décrit une société rurale, entre tensions raciales et difficultés socio-économiques liées à l'éloignement des zones urbaines. Il s'exporte ensuite en Europe, où les écrivains francophones s'en emparent depuis quelques années. On remarque par ailleurs une accélération de la production en 2016, dans laquelle s'inscrit Si tous les dieux nous abandonnent, avec également dans la Série Noire l'ouvrage Rural Noir de Benoît Minville.   
Dans la production francophone, l'accent est mis sur l'abandon de la ruralité et de ses populations. Le récit de Delperdange se déroule en effet au fin fond de la campagne belge, dans le petit village de Valmont, bordé par la forêt et proche de la frontière avec la France. Plus qu’un décor, la campagne est définie comme un personnage à part entière, vectrice d’une sorte de fatalité pour ces personnages qui semblent emprisonnés dans cet environnement. Elle est d'ailleurs définie par l’auteur comme le moteur principal du suspense, qui permet au lecteur d’identifier la scène.   
D’autre part, on représente dans le Country noir le personnage archétypal du bouseux au cœur de cette ruralité en déclin, analogue au white trash de la campagne américaine, voire au redneck : ces termes péjoratifs renvoient aux populations pauvres des campagnes américaines et canadiennes, jugées sous-éduquées, bêtes et improductives. Dans l'œuvre, Josselin et son frère Marcel endossent ces rôles.  

## Thèmes

### Relations humaines
L'auteur aborde la question de l'isolement, par extension de la solitude et de la perte à travers le personnage de Léopold. Vieil homme reclus dans sa ferme en ruines depuis le décès de sa femme, il ne trouve plus de sens à la vie, et semble attendre son sort. Il retrouvera cependant en Céline une forme de lien, à la fois affectif et social, doublé une compagnie bienvenue qui remettra de la gaîté dans son quotidien.
« Par l’intermédiaire de ce trio et de personnages secondaires, extrêmement bien pensés eux aussi, l’auteur explore toute la complexité des relations humaines – amicales et fraternelles, amoureuses et sexuelles –, qui se révèlent souvent indécentes, glauques, presque obscènes. »
On observe aussi un traitement des relations amoureuses particulier, marqué par la violence à travers l'histoire de Léopold d'une part et la perversion de l'autre avec le personnage de Josselin, qui s'apparente à un prédateur cherchant à s'attirer les faveurs de sa proie, Céline. 

### Religion
Au travers de Josselin, une vision sombre de la croyance transparaît, à mesure qu'il est gagné par des pensées immorales à l'égard de Céline, qu'il justifie par ses croyances. Les personnages désabusés en quête de sens désespèrent, comme le titre l'indique, face à l'abandon des dieux dans leurs existences. Ils cherchent à justifier leurs actions par l'intervention d'une force plus grande, qui n'a de cesse de les mener au déclin.   
« La dernière fois que j’avais essayé de le faire changer d’avis, il avait failli me donner un coup de serpe en plein front, alors là, tout ce que j’ai fait, c’est de le suivre dans la nuit en priant le ciel pour qu’ils soient partis sans demander leur reste, Madeline et son serveur. Mais allez compter sur le ciel pour vous exaucer. Autant demander à un lapin de vous jouer du violon. »  
Le quotidien des personnages semble ainsi marqué par l'absurdité et la perte de sens. 

### Ruralité
L'histoire prend place en plein cœur de la campagne belge, perdue au milieu des forêts et des routes sinueuses, marquée par le froid de l'hiver. Sur certains aspects, on peut presque parler de road-trip prenant place au cœur des territoires abandonnés de presque tous, notamment lors des nombreuses escapades de Céline hors des sentiers battus. Delperdange dresse aussi un portrait peu flatteur des habitants de cette campagne, perçus comme bêtes, incultes et soumis aux bas instincts. 
« [...] ces personnages de paysans, de frères taiseux vivant dans l’isolement, donnent lieu à des huis-clos psychologiques et à la représentation des perversions morales. »
Les personnages semblent en effet isolés du monde, ne pouvant s'en remettre qu'à eux-mêmes pour survivre dans cet environnement sombre et hostile, où chaque personne représente une menace supplémentaire et une raison de se tenir sur ses gardes. 

## Inspirations
L'œuvre de Delperdange est marquée par un certain nombre d'inspirations, qui sont principalement issues du country noir. Le communiqué de presse de la maison d'édition Gallimard fait directement référence à deux grands auteurs américains, William Faulkner et John Steinbeck, qui mettent régulièrement en scène des personnages réalistes issus de ces zones et de ces classes abandonnées, du fermier à l'ouvrier, en s'intéressant tout particulièrement à leur psychologie :   
« [...] comme chez Faulkner ou Steinbeck, ces personnages, aussi faibles et cruels soient-ils, sont décrits avec autant d'âpreté que de compassion. » 

On retrouve également une part de Larry Brown, écrivain de country noir, qui a écrit notamment Joe en 2003, adapté au cinéma en 2013 par David Gordon Green, avec Nicolas Cage dans le rôle titre. Ses personnages sont eux-aussi très sombres, souvent de petits criminels qui tentent de s'en sortir dans ce milieu rural très hostile :   
« Dans son polar Si tous les dieux nous abandonnent, l'auteur revendique ses sources. Ça sent le paumé à plein nez, le perdant total qui vagabonde dans le village imaginaire de Valmont. Delperdange a de la vénération pour Larry Brown, le magnifique auteur de Joe, fin connaisseur des forêts du Mississippi et des petites villes du Sud où traînent des hommes sans objectif et de belles figures de salauds. »
L'œuvre de Delperdange est aussi marquée par une certaine veine comique, souvent provoquée par un décalage entre le sujet et son traitement par les personnages. Il s'agit d'un procédé typique de Donald Ray Pollock, que l'on retrouve notamment dans Le Diable, tout le temps (The Devil All The Time), autre roman de country noir. Ces références sont souvent considérées comme des canons du genre.

## Réception critique
La publication dans la « Série Noire » représente une forme de consécration pour les auteurs de fictions criminelles : créée en 1945 par Marcel Duhamel, elle participe à la reconnaissance du genre et permet de regrouper en une collection les œuvres du même genre, triées sur le volet. Elle permet au lecteur de se repérer dans toute l'offre de romans noirs, et lui garantit une certaine qualité, due à la sélection opérée par la Série. On note également qu'il s'agit d'une collection francophone où sont publiés majoritairement des Français, ainsi la présence du Belge Delperdange lui fait doublement honneur. Elle apporte également beaucoup de visibilité à ceux qui ont la chance d'y être publiés, et leur assure d'être suivis dans leurs futures publications.    

Pour Delperdange, cette publication confirme son statut d'auteur de polars, à la suite du Chant des Gorges, qui avait obtenu le prix Victor-Rossel en 2005. On retrouve à ce sujet plusieurs critiques dans la presse et les blogs spécialisés à la suite de la parution, qui soulignent notamment la qualité de l'intrigue :   
« Auteur très prolifique, le Belge Patrick Delperdange a concocté avec Si tous les dieux nous abandonnent une intrigue aussi tortueuse que les zones d'ombre des personnages. Faisant s'enchâsser les récits de Céline, Léopold et Josselin, ce roman sec, d'une noirceur extrême, dépeint des individus en crise, dans une campagne crépusculaire, que tout semble condamner à la fatalité. »  
D'autres regrettent à l'inverse un déséquilibre à l'œuvre, notamment au niveau du rythme, fluctuant et changeant de manière un peu brutale et injustifié : certains estiment que le roman est bâclé, et que la fin manque de réflexion : 
« Dans le dernier quart du roman le drame s’accélère comme il se doit, et les comportements basculent un peu à outrance. L’irruption de ces excès, surtout en ce qui concerne Josselin, tranche avec l’équilibre entretenu au début du roman. L’accélération de la folie, la symbolique clairement affichée entre lumière et ténèbres (et les dieux présents dans le titre) alourdissent et laissent dubitatif. »
Le roman est toutefois réédité en 2018 dans la collection « Folio Policier ». Delperdange quitte par la suite la Série Noire pour suivre Aurélien Masson, ancien directeur de la collection, dans la création de sa nouvelle collection « EquinoX », publiée aux Arènes. 

## Editions
- Patrick Delperdange, Si tous les dieux nous abandonnent, Paris, Gallimard, coll. « Série Noire », 2016, 240 p. (ISBN 9782070148776).
- Patrick Delperdange, Si tous les dieux nous abandonnent , Paris, Gallimard , coll. « Folio Policier », 2018, 304 p.,  (ISBN 9782072819575).